# 中西則善
中西 則善（なかにし のりよし、1975年8月8日 - ）は日本のタレント。オフィスキイワード所属。関西でラジオパーソナリティとして活動している。大阪府高槻市出身、在住。

## 人物・略歴
- 中学生の頃からテレビ局のアナウンサーになるのが夢だったが、手に掴むことができなかった。その後オフィスキイワードアナウンススクールでレッスンを積んだ後同社所属。[2]

## 出演

### 現在

#### テレビ
- 街かどほっとらいん(J:COM 高槻、水曜更新)
- エキスタ集まれ!(J:COM 豊中・池田)
- 京都新聞ウイークリーニュース(J:COM 京都みやびじょん、金(祝日は休止))
- デイリーニュース～京都～(J:COM 京都みやびじょん、水・木)[3]
- 高校野球和歌山大会(テレビ和歌山)
- おうちdeショッピング(KCNファミリーチャンネル)

#### ラジオ
- GOGO競馬サタデー!(ラジオ関西、土 10:00 - 16:30）[4]
- GOGO競馬サンデー!(MBSラジオ、日 13:00 - 16:30) 2022年1月16日から進行を担当。2022年4月17日から実況も行っている。
- 美肌ステーション(ラジオ大阪、土 8:15 - 8:30)

#### CM
- ニッケレポス(BAN-BANラジオ)
- 焼肉の北義(BAN-BANラジオ)
- BAN-BANネットワークス加入案内(BAN-BANラジオ)
- 中西商会(FMなばり)
- お墓の山石(BAN-BANラジオ)

### 過去

#### テレビ
- 深夜のマニアックアワー(サンテレビジョン、月一回)[5]
- ぐるぐるコロンブス(BAN-BANテレビ)
- 東播磨ふれあいネット(BAN-BANテレビ)
- 高校野球奈良大会( - 2010年頃、概ね2回戦まで、奈良テレビ放送・KCNファミリーチャンネル)
- 高槻まつり2015 (J:COM)[6]

#### ラジオ
- スパメン![7]（ラジオ大阪）
- ほんまもん!中西則善です[8]（ラジオ大阪）
- Hit&Hit!（ラジオ大阪、水曜パーソナリティ）14:00-16:55 [9]
- じもラジ(BAN-BANラジオ、木→火 16:00 - 19:00(再放送あり))[10]
- ジモットサンデー(FM-HANAKO、日)[11]
- なるほど!NABARI(FMなばり、水 16:00 - 19:00)
- Evening Station 83.5(FMなばり、水 16:00 - 19:00)

#### CM
- ユニバーサルFC門真(FM-HANAKO)

#### その他
- OBCラジオまつり[12]
- 天満音楽祭司会（2015年）[13]